# Daxia He
Der Fluss Daxia He (chinesisch 大夏河) ist ein Nebenfluss des Gelben Flusses im Süden der Provinz Gansu in China.
Er entspringt im Norden des Autonomen Bezirks Gannan der Tibeter im Südwesten des Kreises Xiahe, fließt nordwärts und mündet in Yongjing in den Gelben Fluss. Er hat eine Länge von 203 km.
An seinem Unterlauf liegt die Liujiaxia-Talsperre. Das Labrang-Kloster liegt an seinem Ufer. In seinem Einzugsgebiet waren die frühen Kulturen der Banshan-Machang-Kultur, Majiayao-Kultur, Qijia-Kultur und Xindian-Kultur verbreitet.